# Lexus LX
Le Lexus LX est un gros SUV premium coiffant la gamme du constructeur automobile japonais Lexus sur les marchés nord-américains, est-européens, asiatiques, sud-africain et australien. Ce modèle, lancé en 1996, est le premier 4x4 de la jeune marque et est en fait un Toyota Land Cruiser SW rebadgé portant le sigle du luxueux label appartenant à Toyota.
Les chiffres situés après le nom du modèle indiquent la cylindrée, comme chez Infiniti, ou encore Mercedes.

## Première génération (1996-1998)
La première tentative de Lexus dans la catégorie des tout-terrains a donné comme résultats ce Toyota Land Cruiser SW version 80, rebaptisé en LX. Commercialisé en tout premier lieu aux États-Unis en 1996 soit sept années le Toyota, puis au Canada où il remplacera son proche cousin.

### Motorisation
Il n'eût qu'un seul moteur essence :
- 6 cyl. 4.5 L 212 ch.

Ce moteur est couplé à une boîte auto à quatre rapports.

### Galerie photos

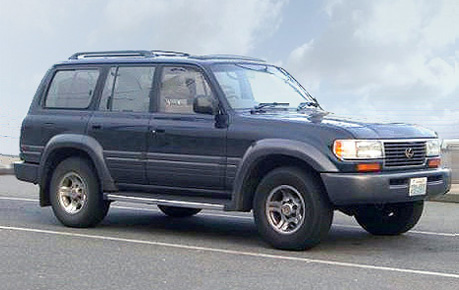
LX 1re génération
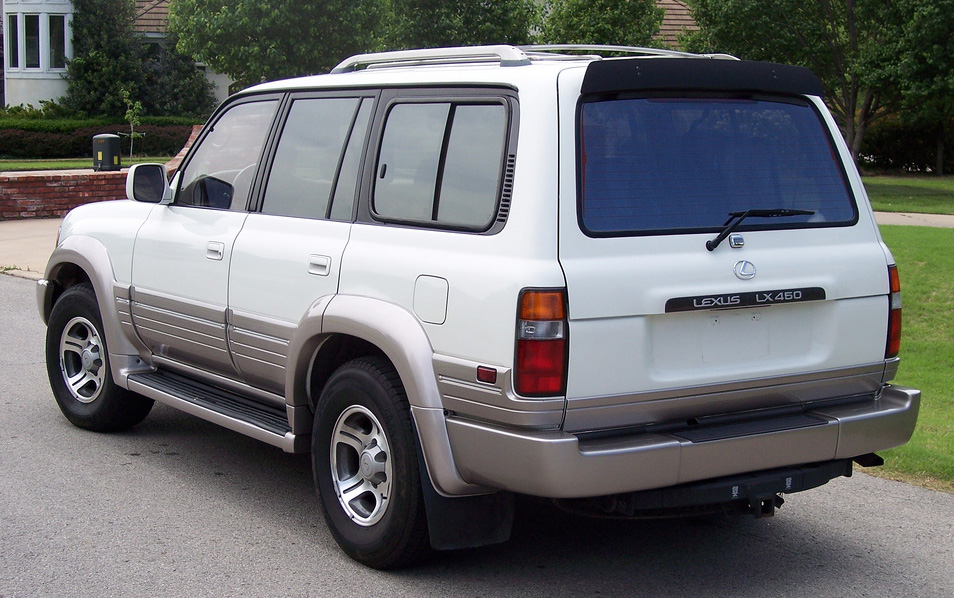
LX 1re génération

## Deuxième génération (1998-2007)

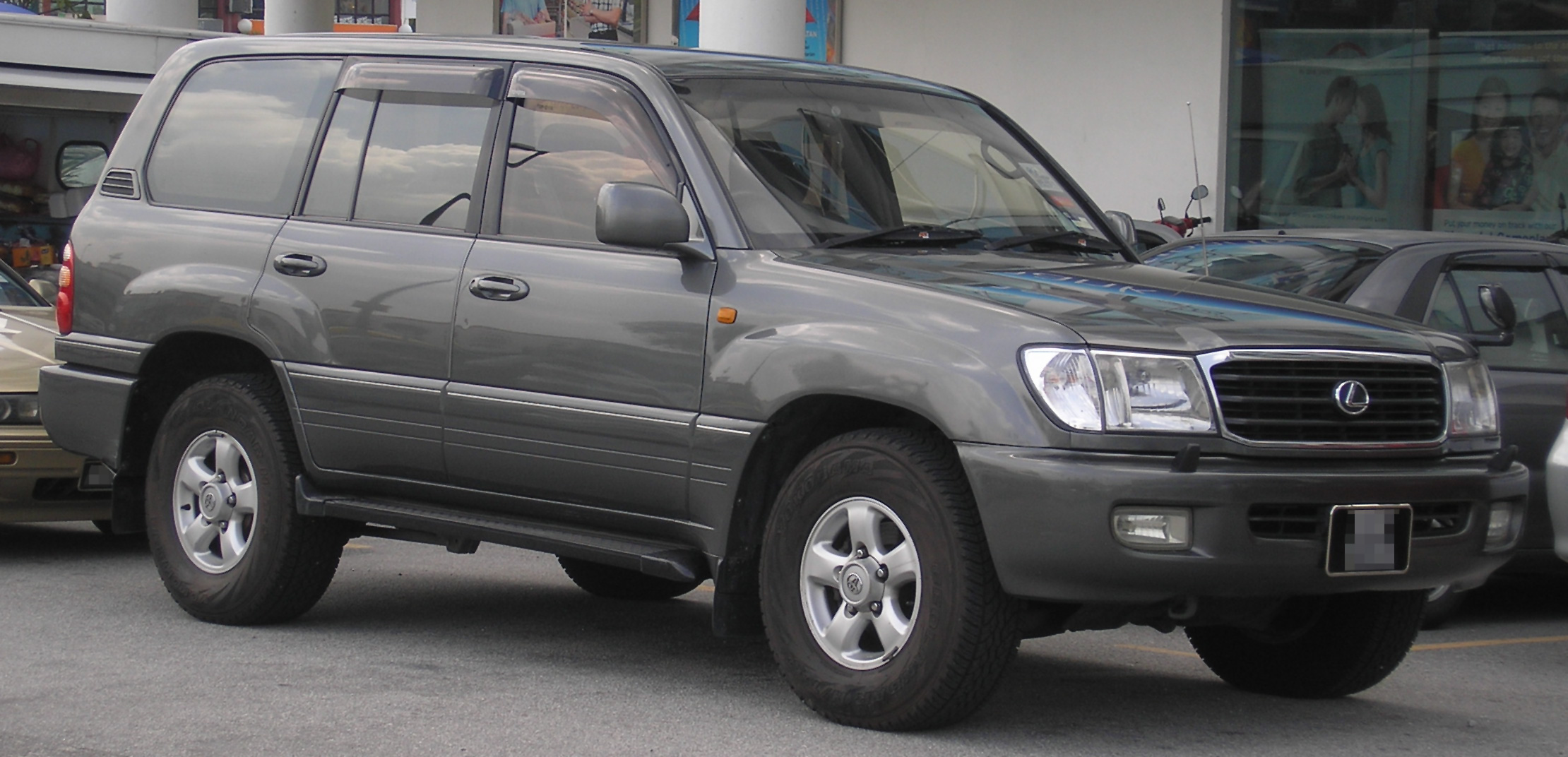
LX 470 vendu en Malaisie

Lancé en même temps que son cousin, la deuxième version du LX se différencie de celui-ci en adoptant une face avant complètement différente avec notamment quatre blocs de phares alors que le Toyota n'en a que deux. Le LX s'internationalise en étant vendu en Australie, en Nouvelle-Zélande, puis en Asie où il garde la face avant de son cousin sur certain marché comme en Malaisie.
En 2002, Lexus restyle le LX qui adopte une calandre avec des baguettes chromées.

### Motorisations
Le LX était disponible avec un seul bloc essence :
- V8 4.7 L 230 ch. (1998-2002).
- V8 4.7 L 235 ch. (2002-2005).
- V8 4.7 L 268 ch. (2005-2007).

Ce moteur est disponible avec une boîte auto à quatre (jusqu'en 2002), puis cinq rapports.

### Galerie photos

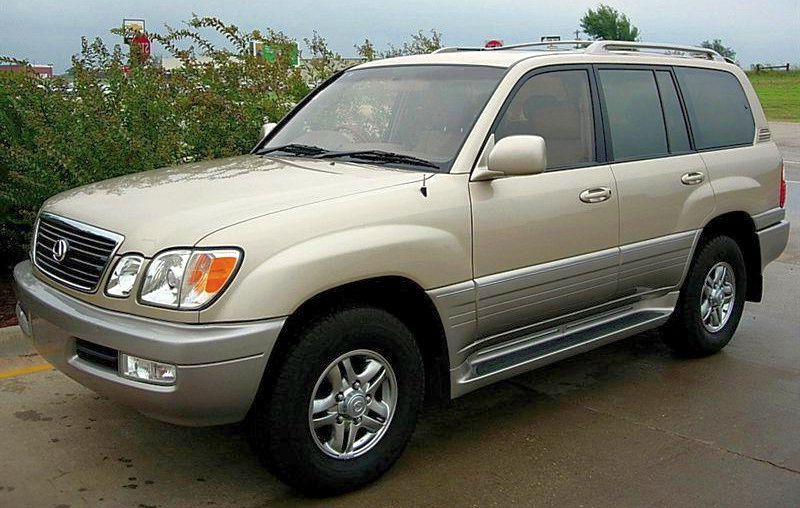
LX 2e génération
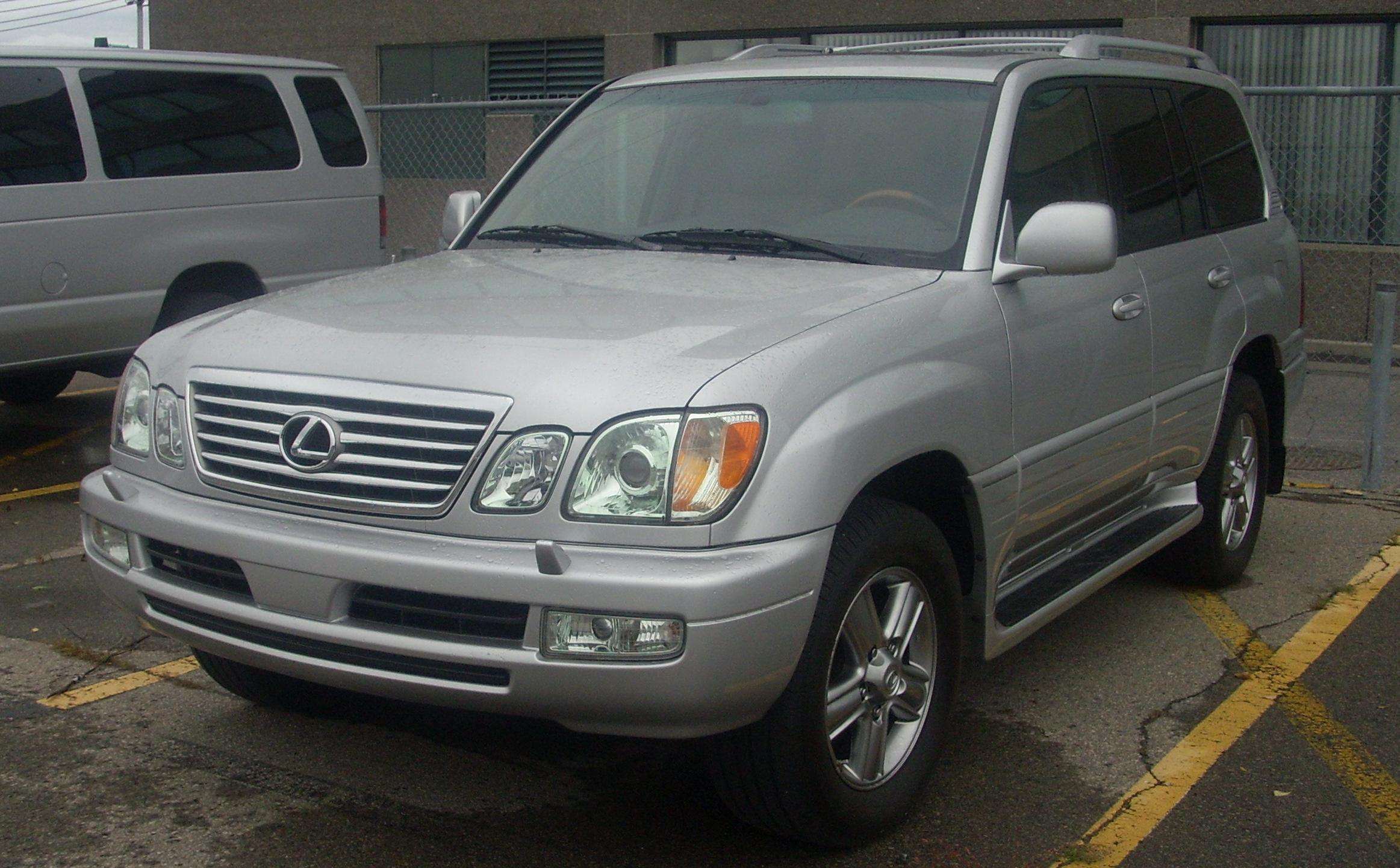
LX 2e g. restylé
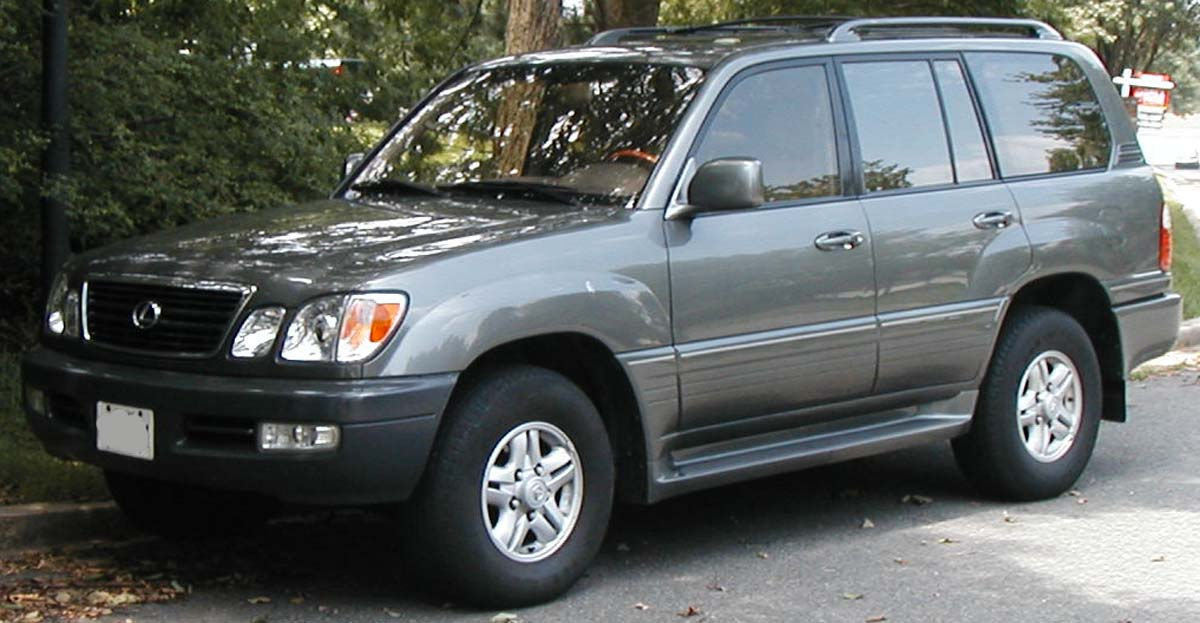
LX 2e génération

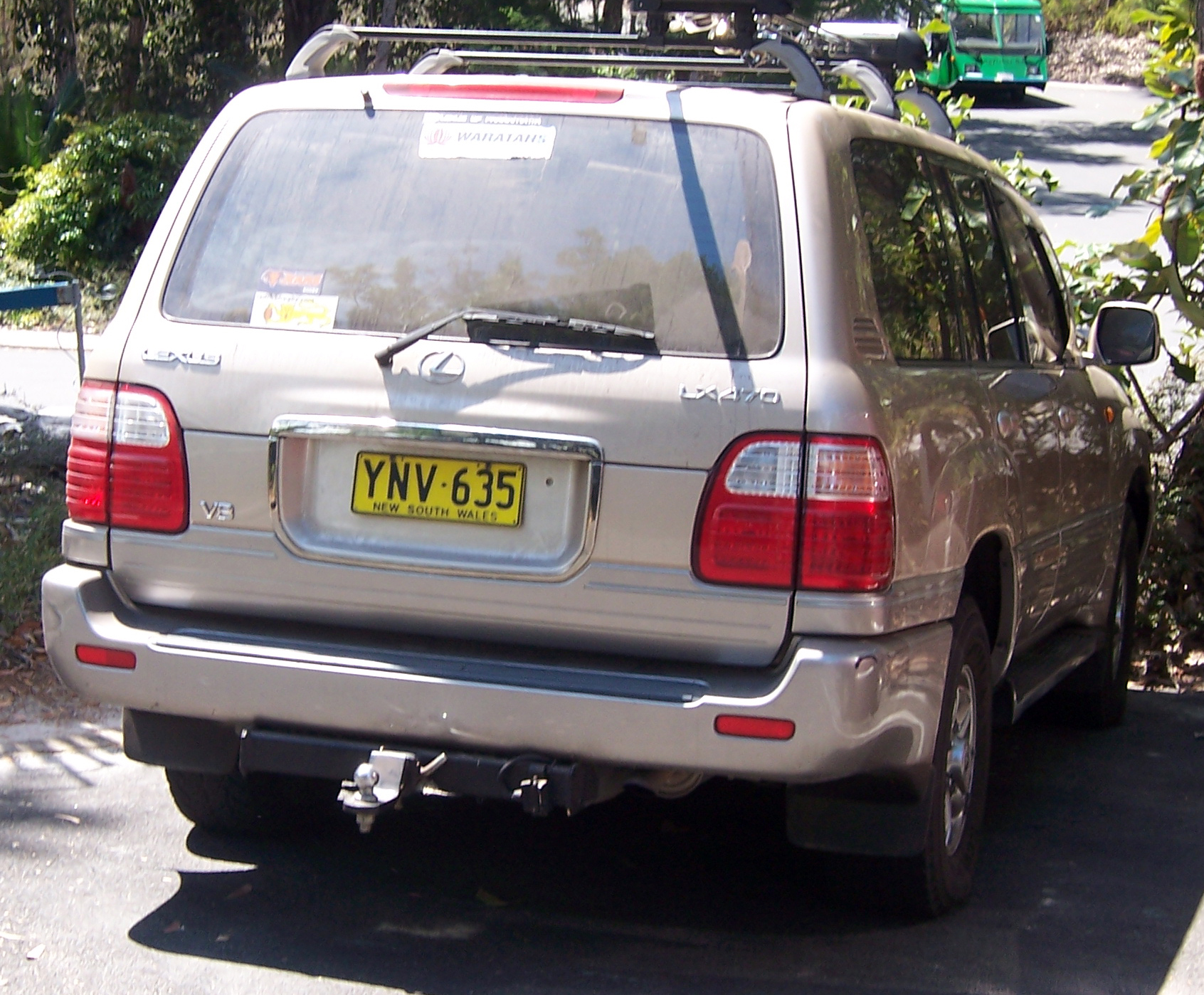
LX 2e génération
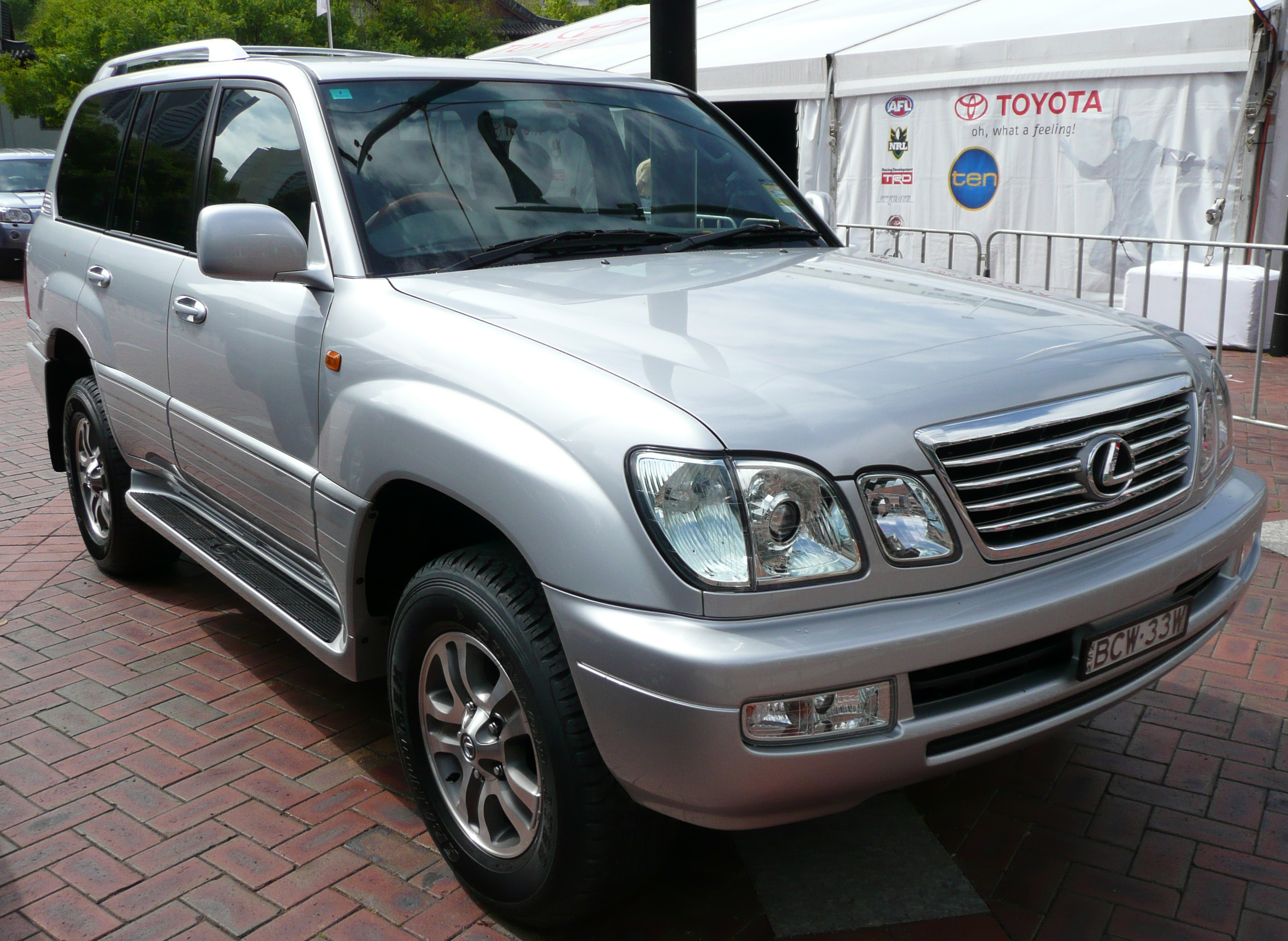
LX 2e g. restylé
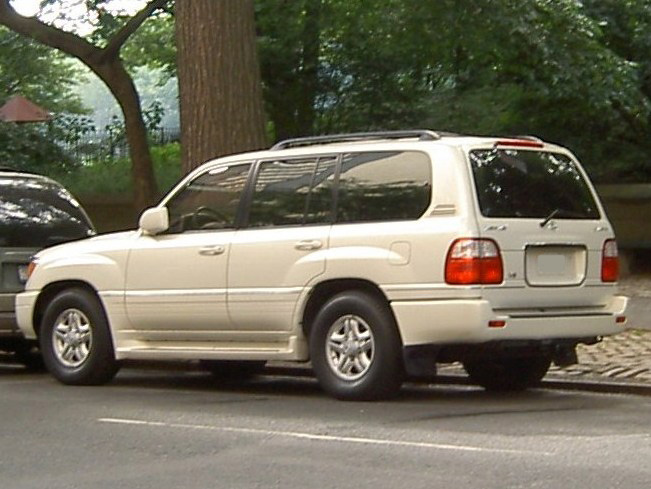
LX 2e génération
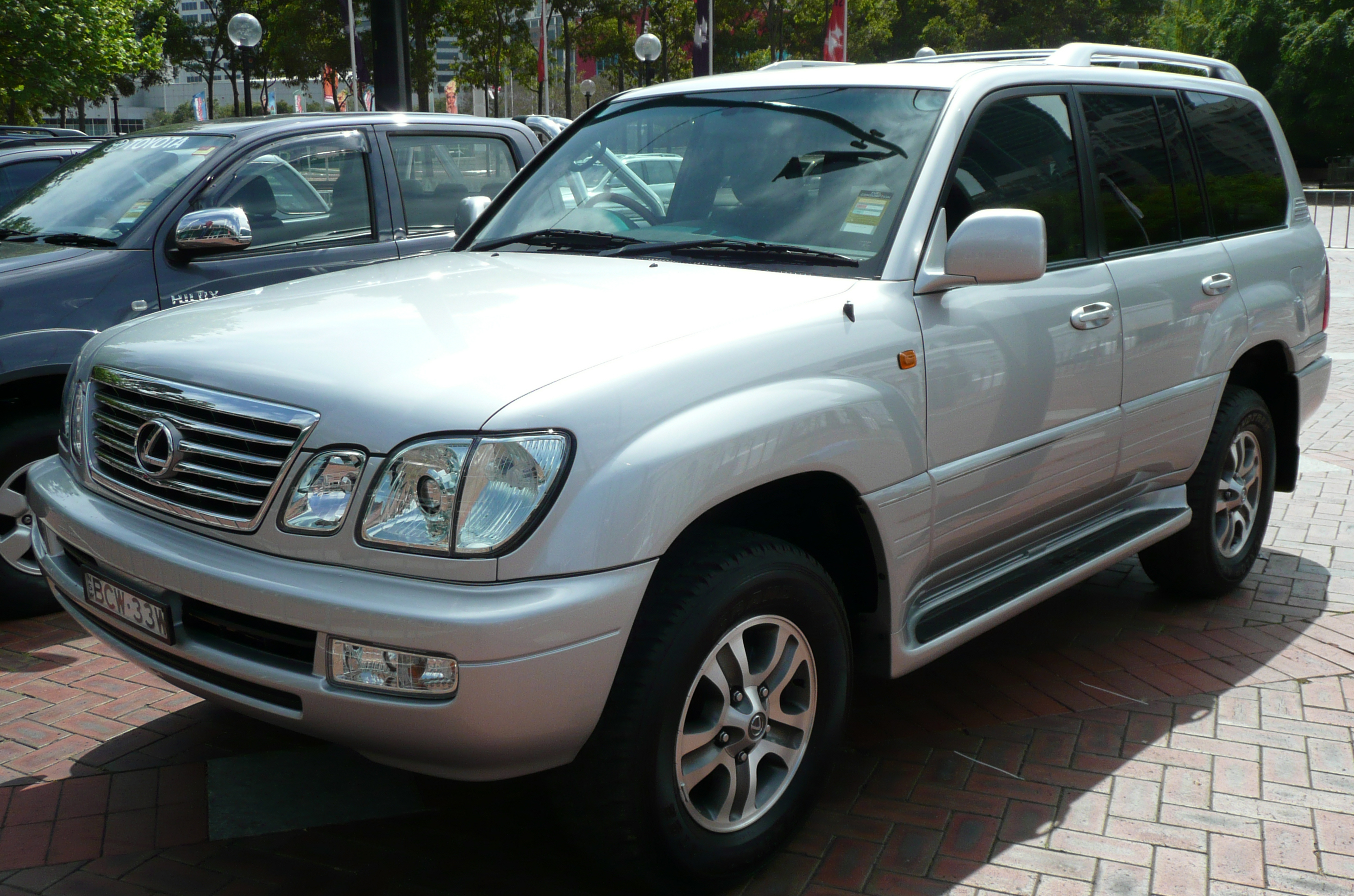
LX 2e g. restylé
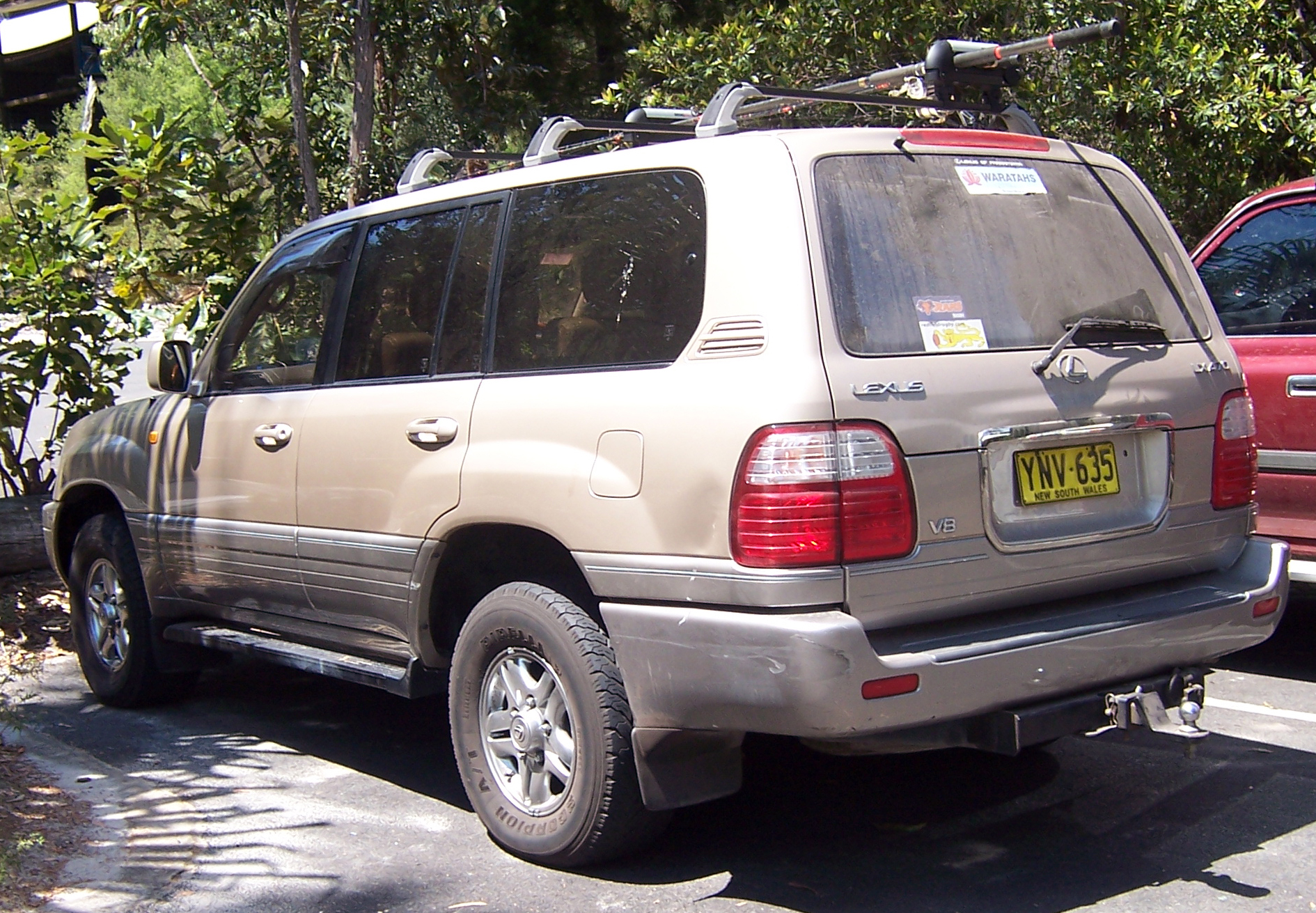
LX 2e génération
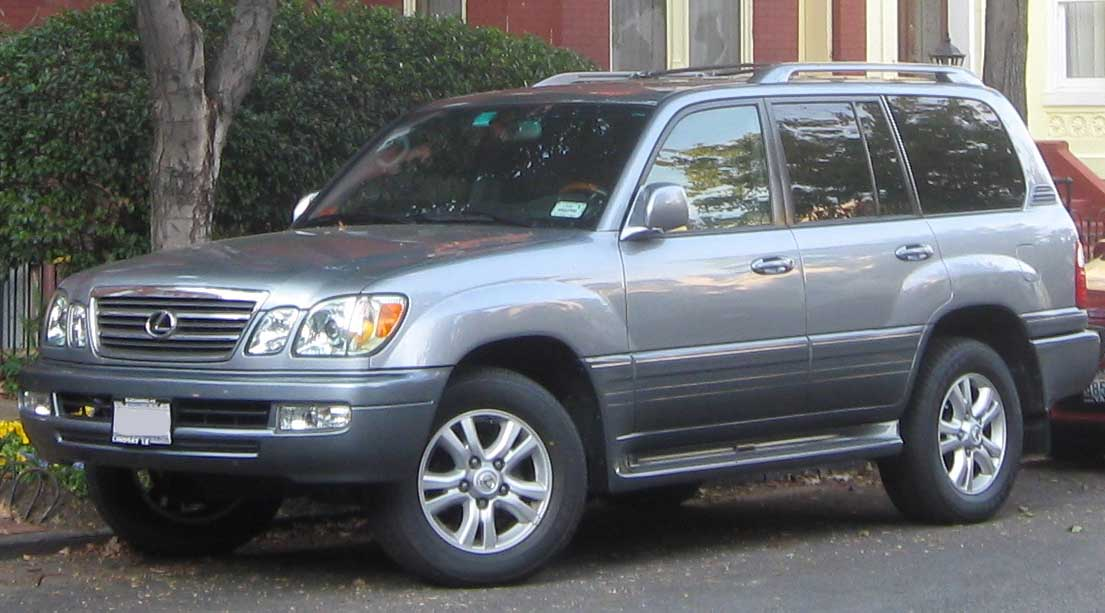
LX 2e g. restylé
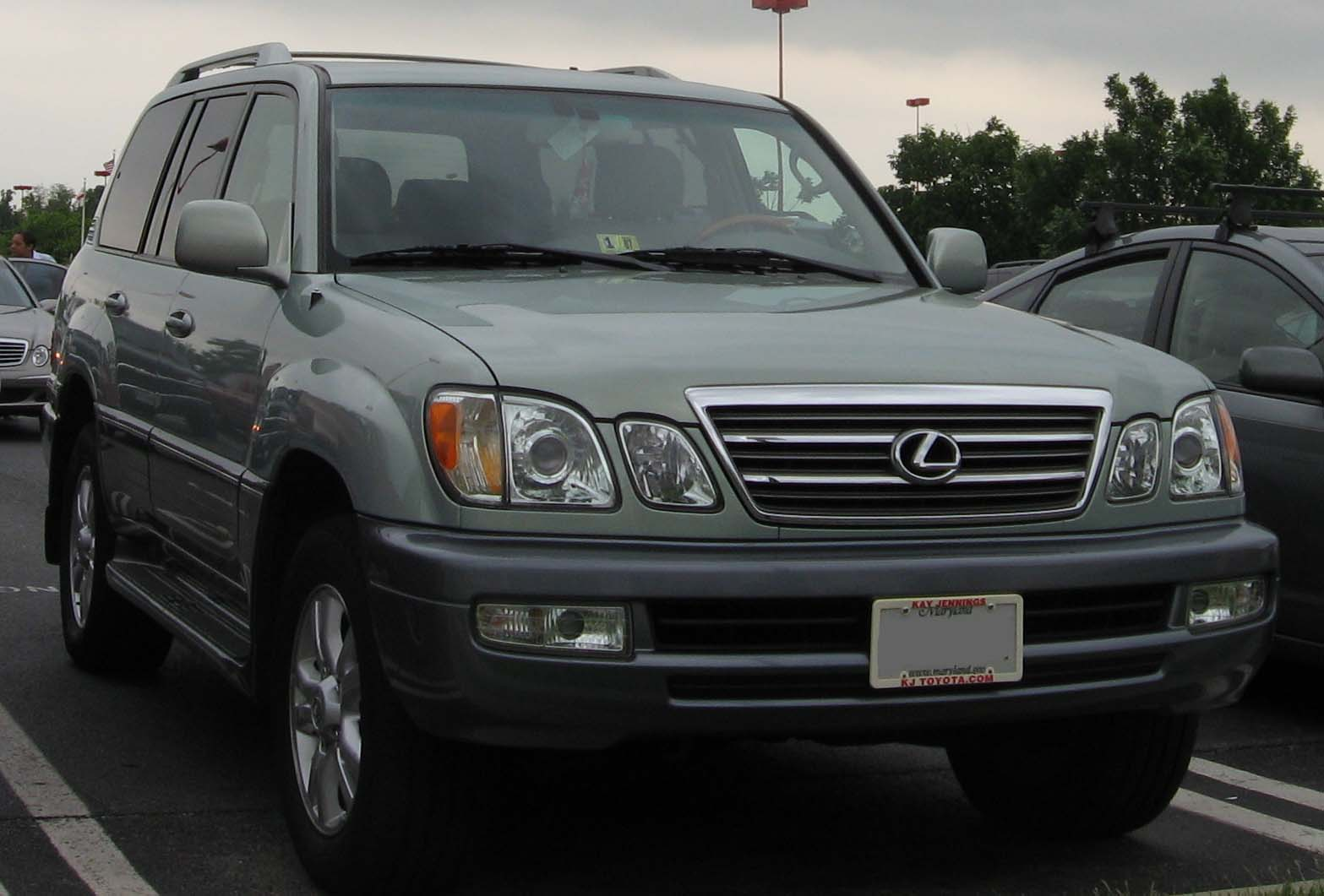
LX 2e g. restylé

## Troisième génération (2007-2021)
Arrivée courant 2007, la troisième génération mesure dix centimètres de plus en longueur. Toujours fondé sur le Land Cruiser SW, le LX ne s'en distingue plus qu'avec des détails, la forme des phares par exemple.
Le LX est désormais vendu aussi bien en Amérique du Nord, en Chine, au Japon ou encore en Australie.

### Motorisation
Elle est livrée avec 4 moteurs, 3 essences et 1 autre au diesel :
- V8 5.7 L 383 ch.
- V8 4.7 L
- V8 4.6 L
- V8 4.5 L Diesel

CeS moteurs sont couplés entre une boite automatique a 8 rapport pour l'essence et 6 pour le diesel.

### Galerie photos

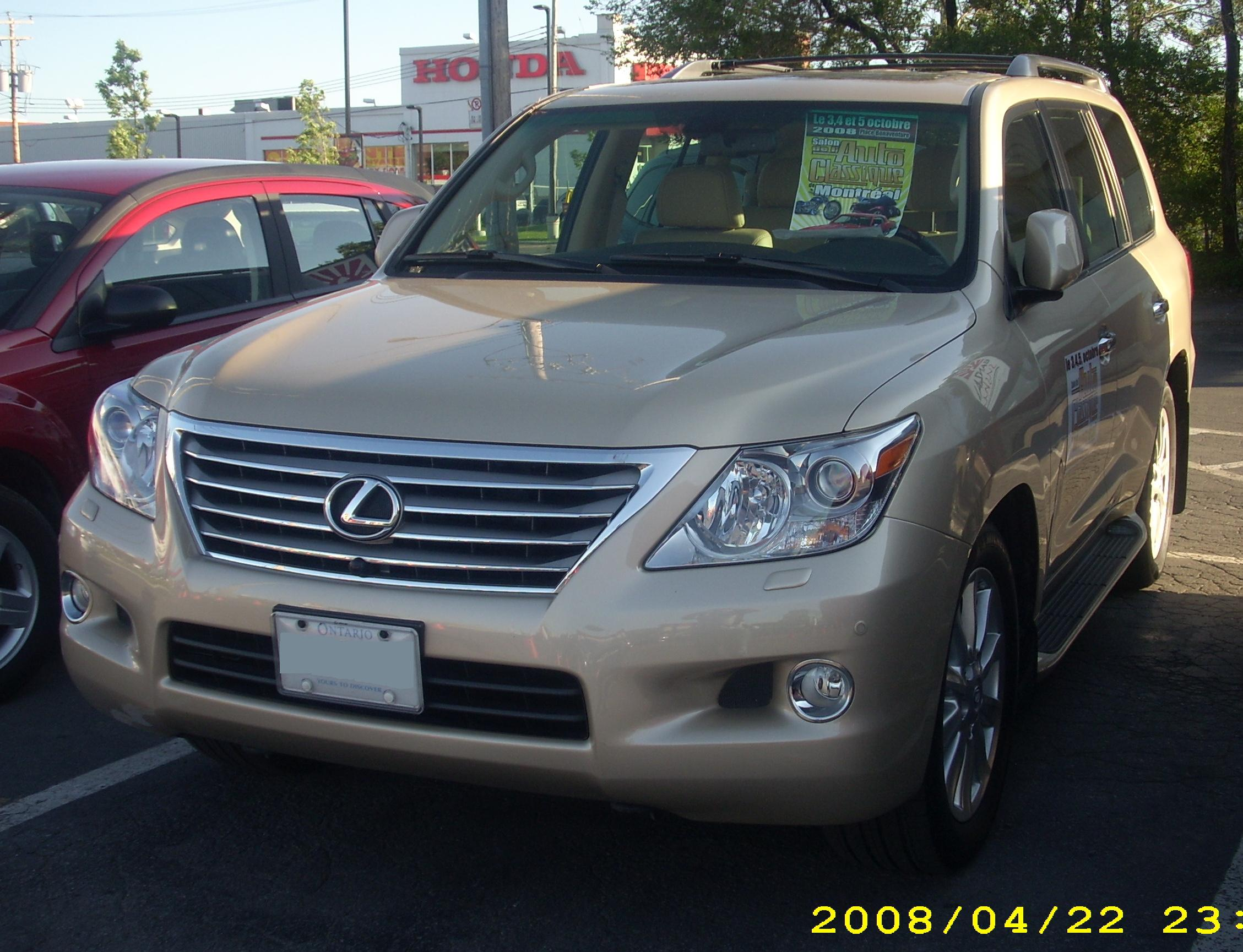
LX 3e génération
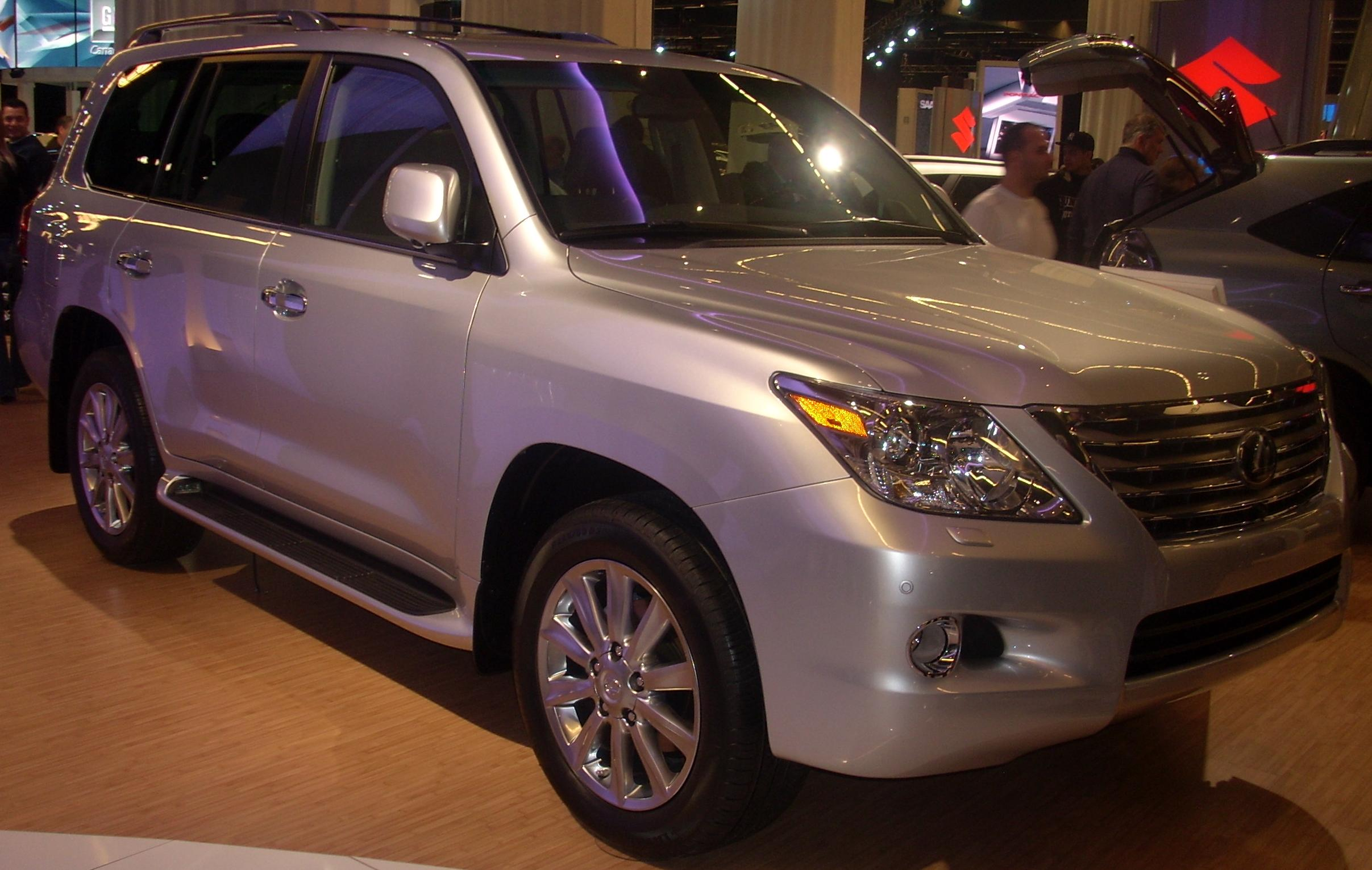
LX 3e génération
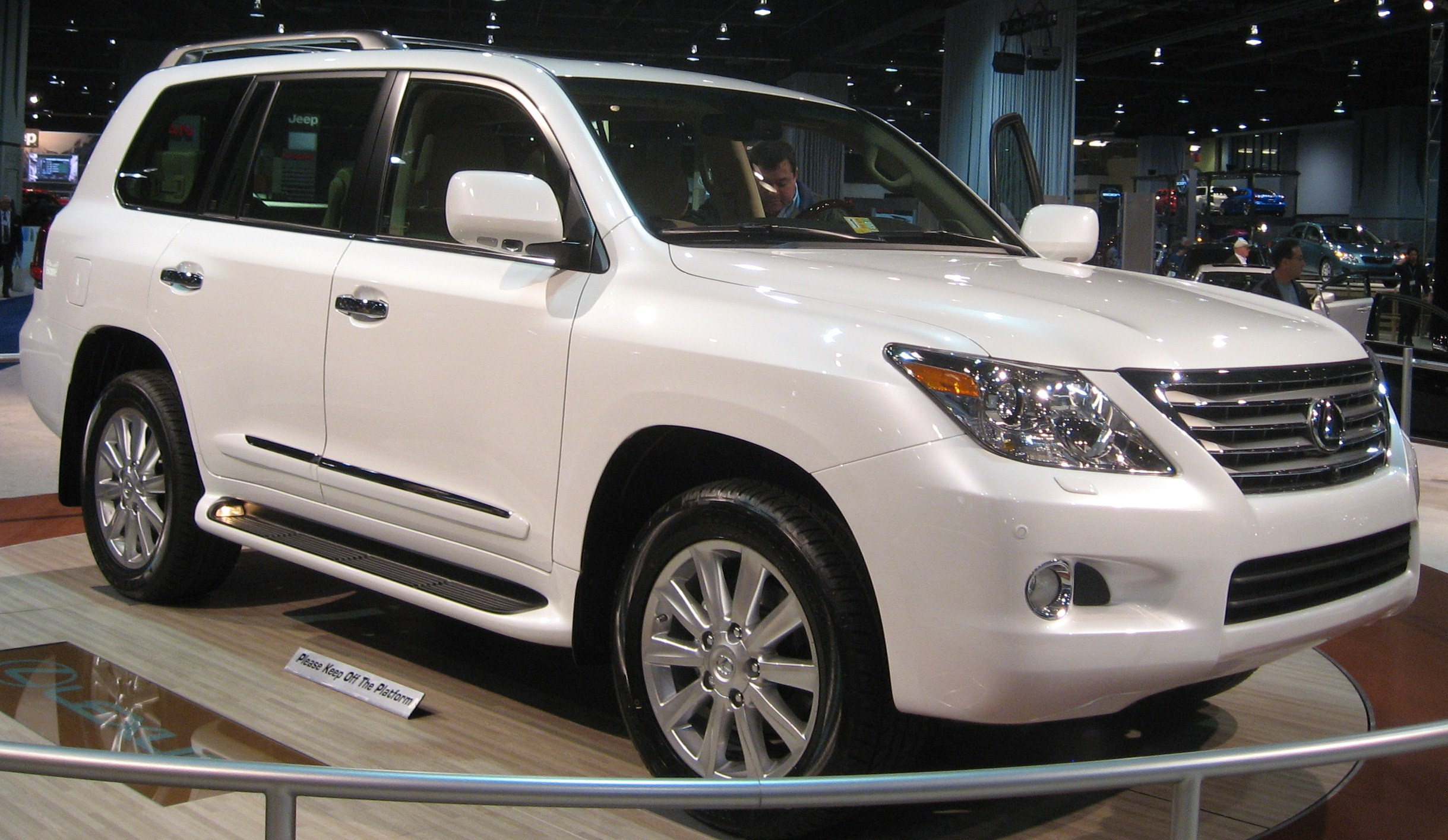
LX 3e génération
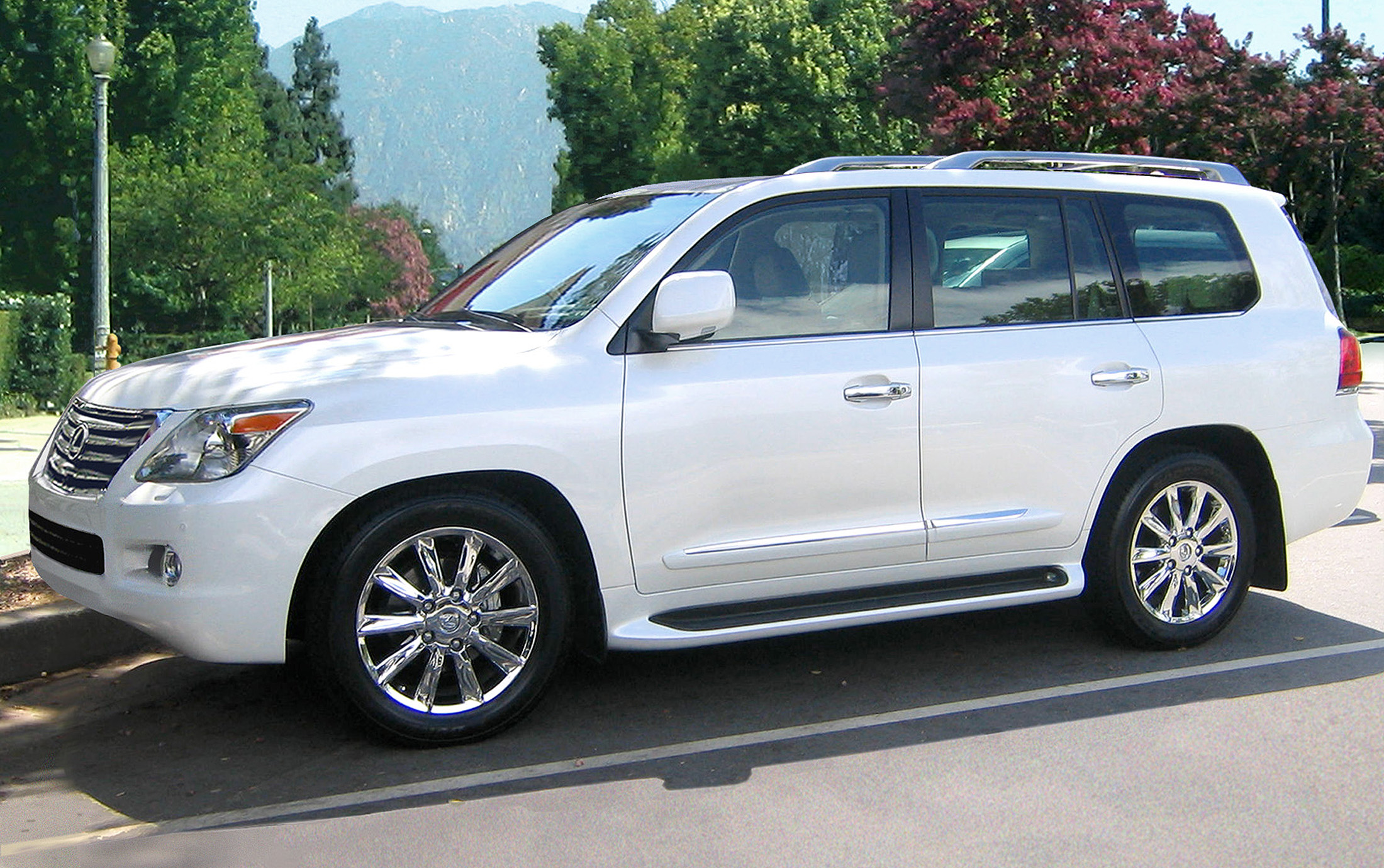
LX 3e génération
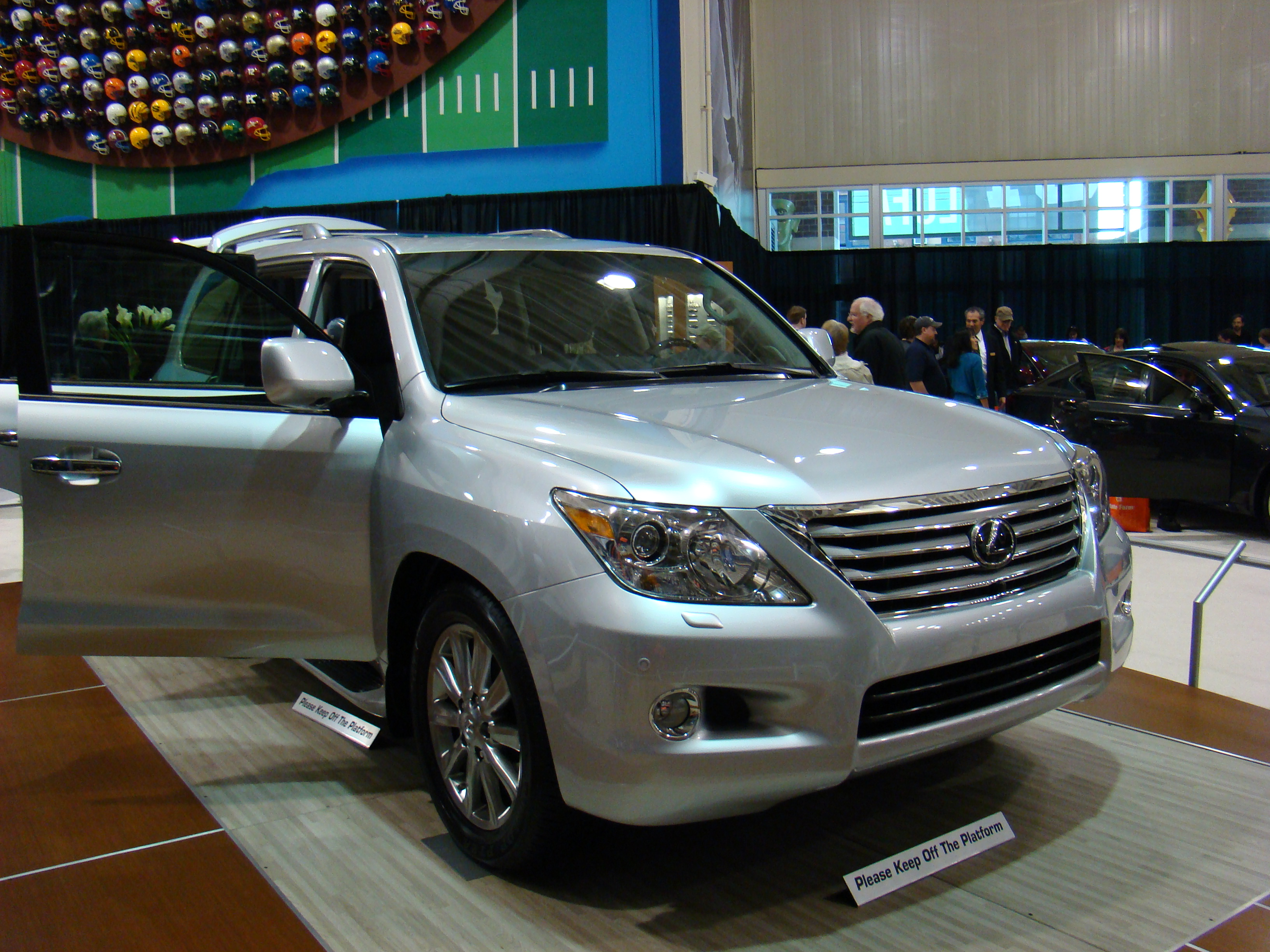
LX 3e génération
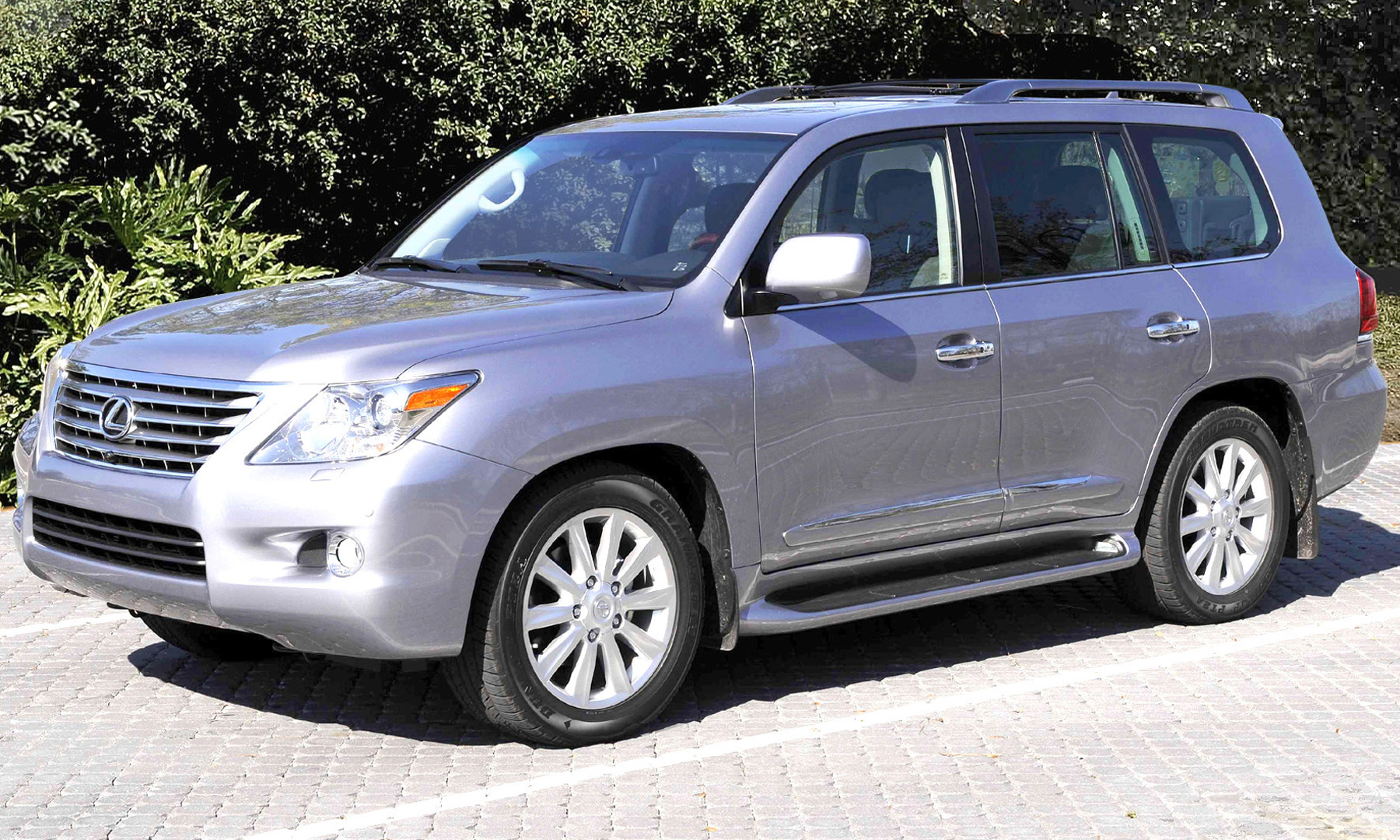
LX 3e génération
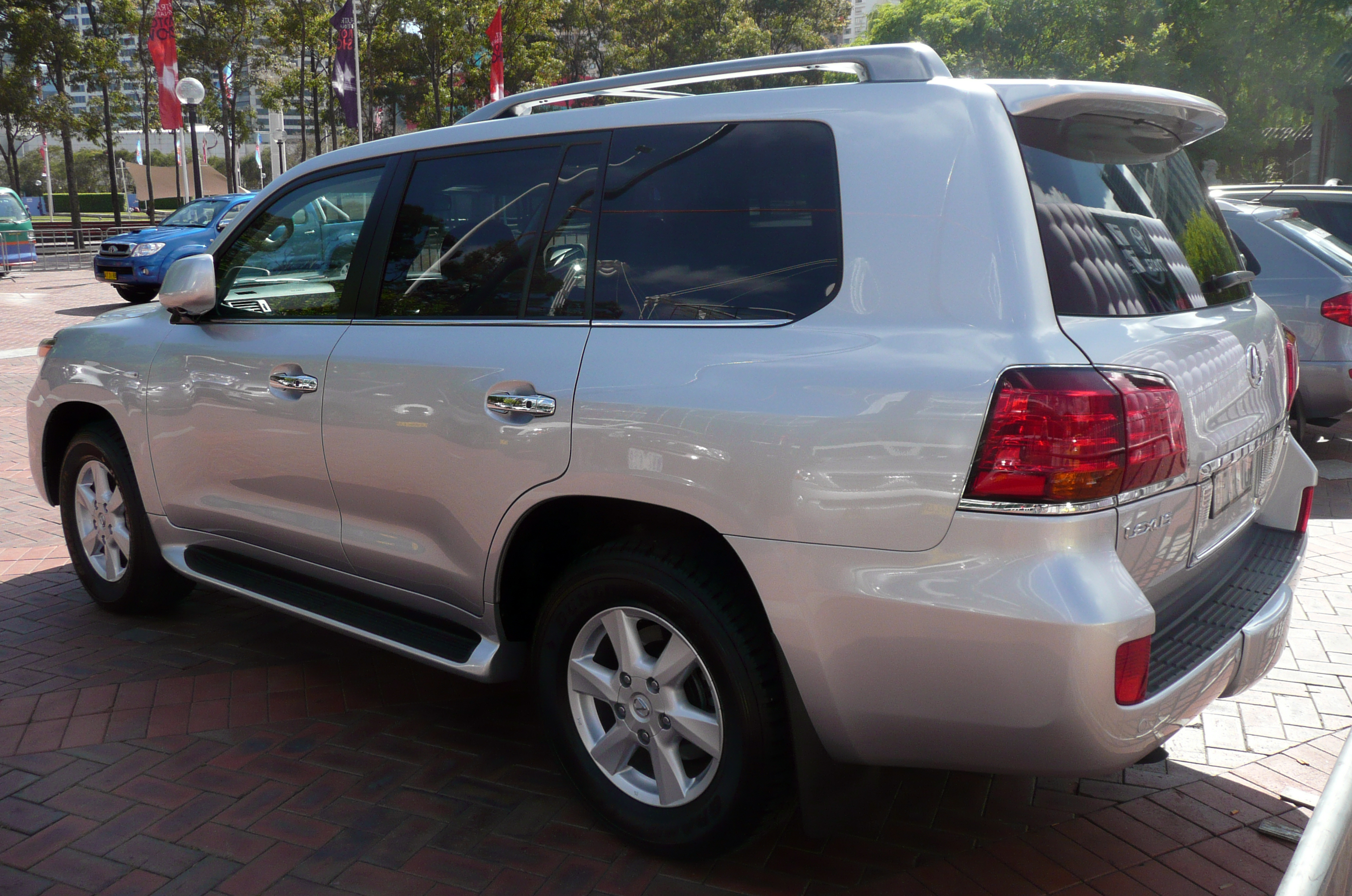
LX 3e génération
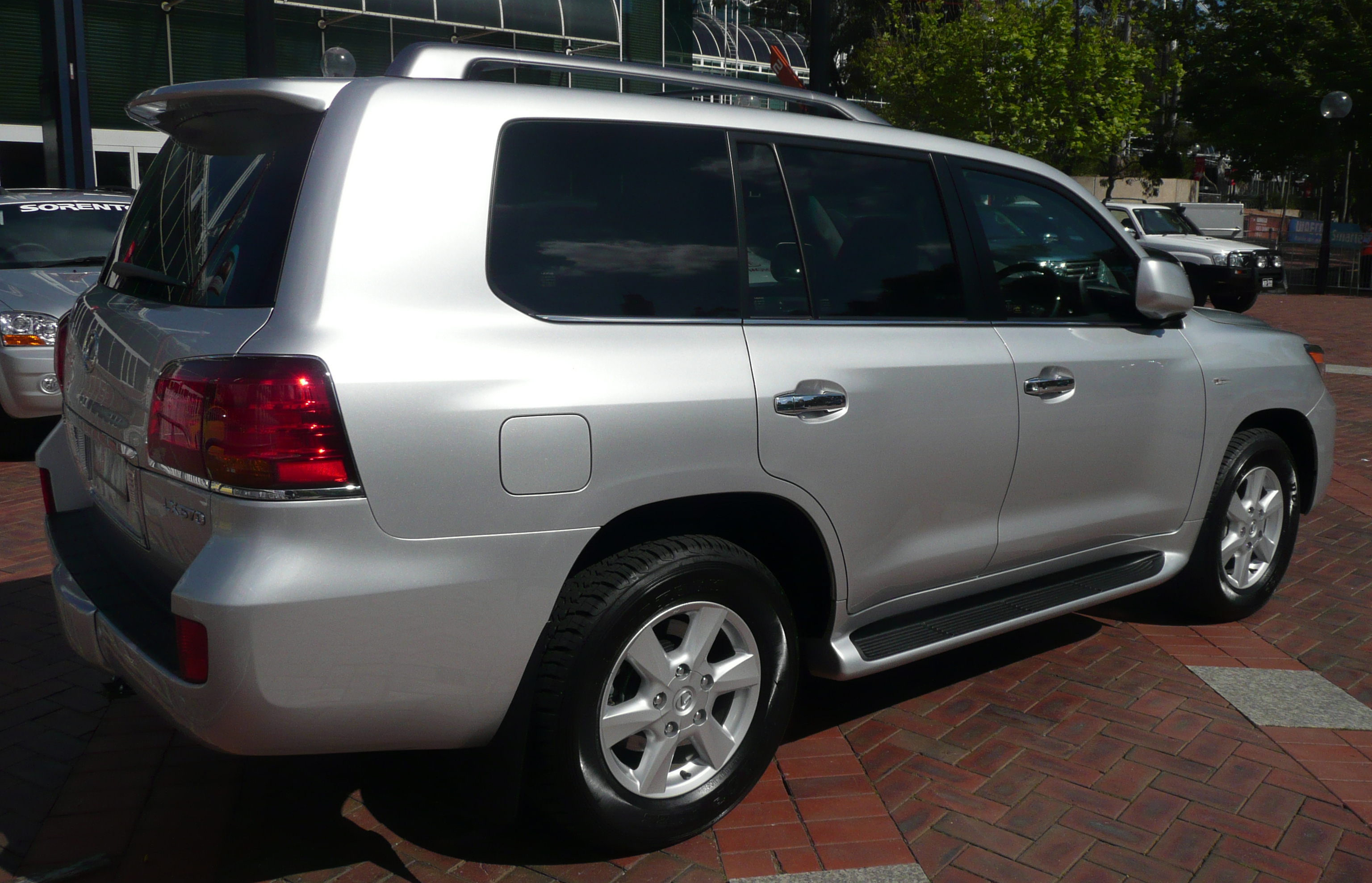
LX 3e génération
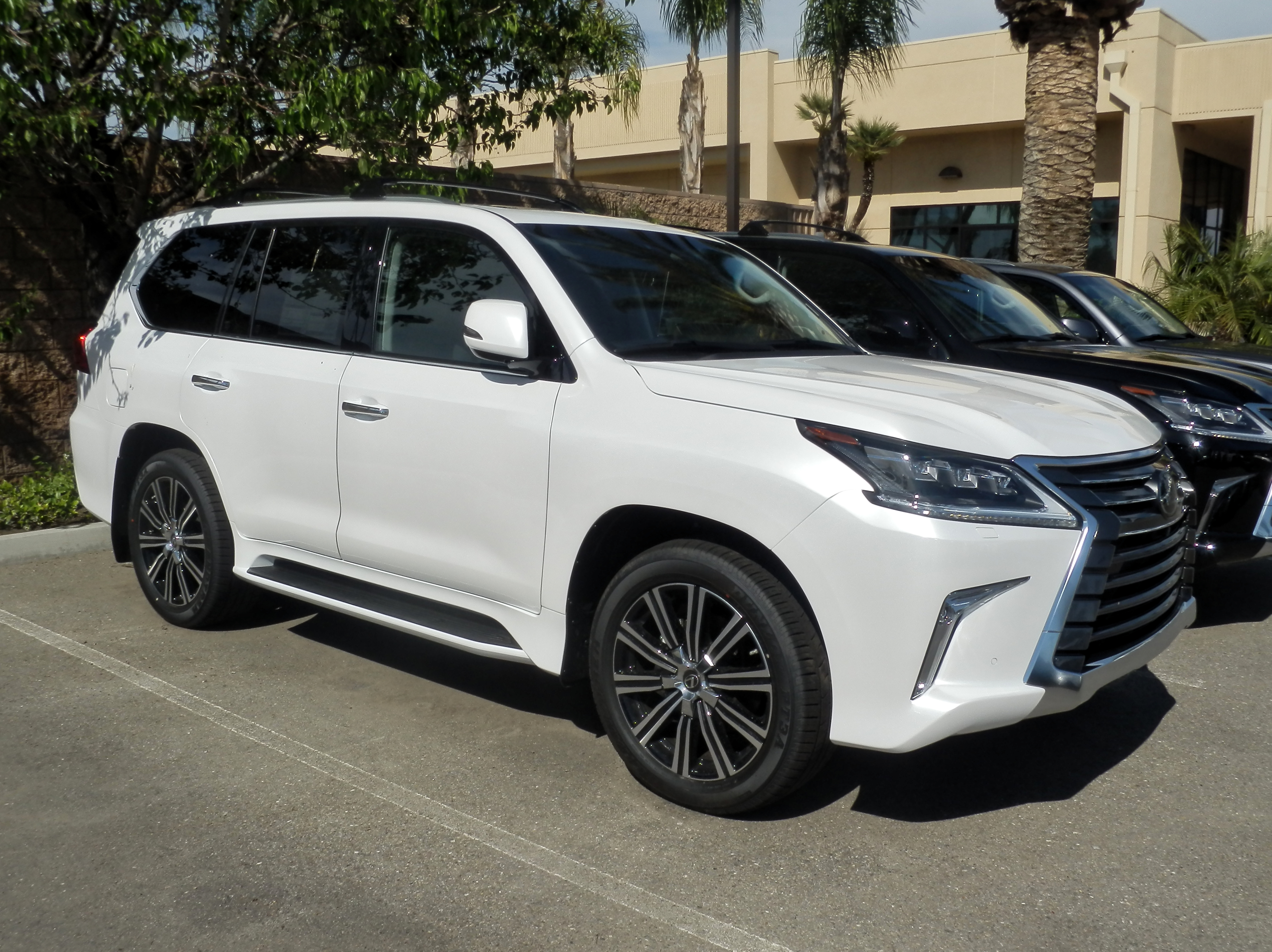
LX 3e génération
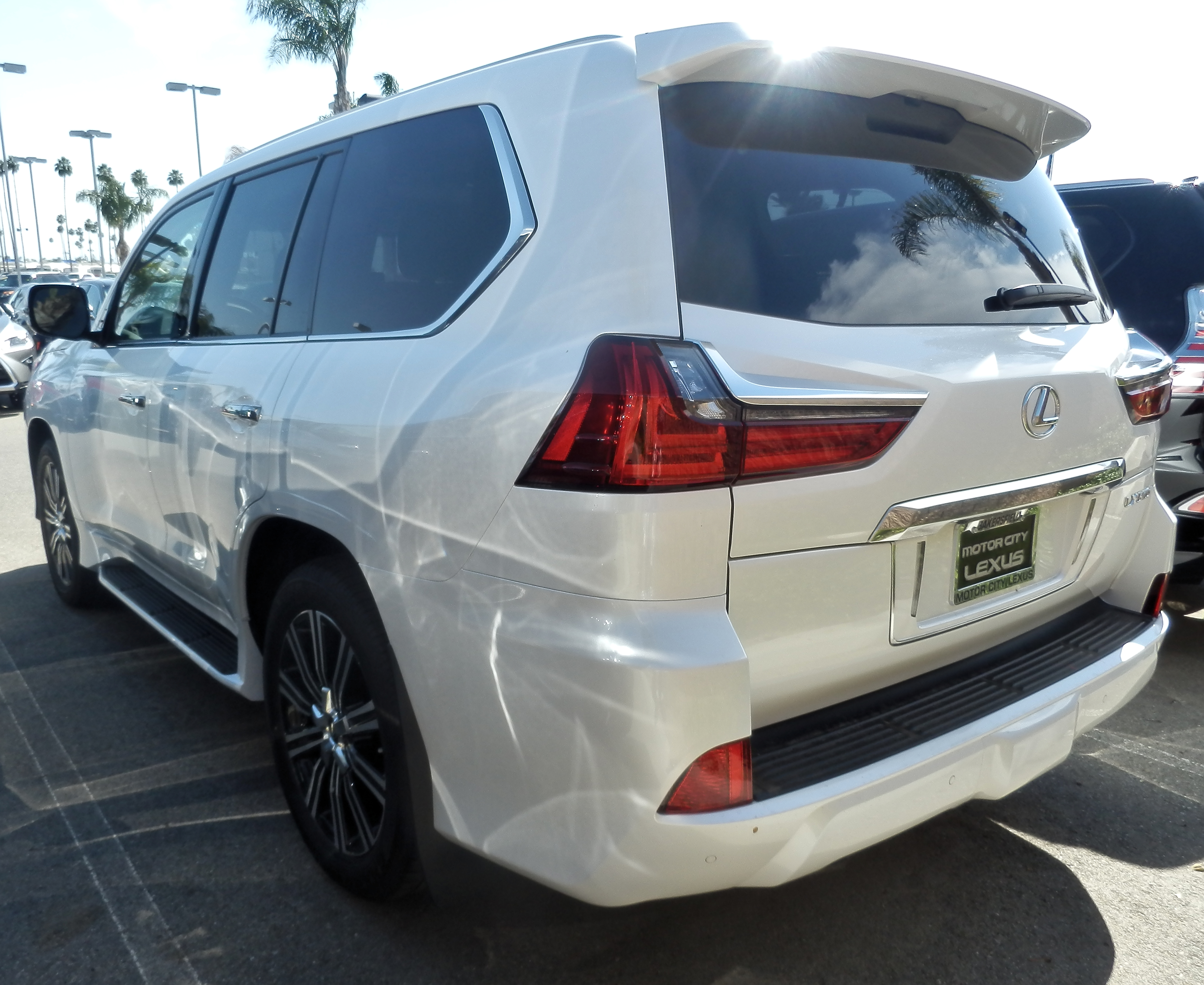
LX 3e génération

## Quatrième génération (2021- )
La quatrième génération de Lexus LX est présentée le 15 octobre 2021 en Arabie saoudite.

### Finitions
- Ultra Luxury
- F Sport

## Ventes aux États-Unis[2]
| Année | Ventes  | Diff.    |
| ----- | ------- | -------- |
| 1996  | 7 528   |          |
| 1997  | 6 785   | -9,9 %   |
| 1998  | 11 004  | +62,2 %  |
| 1999  | 15 734  | +43 %    |
| 2000  | 14 732  | -6,4 %   |
| 2001  | 9 320   | -36,7 %  |
| 2002  | 9 231   | -1 %     |
| 2003  | 9 193   | -0,4 %   |
| 2004  | 9 846   | +7,1 %   |
| 2005  | 8 555   | -13,1 %  |
| 2006  | 5 595   | -34,6 %  |
| 2007  | 2 468   | -55,9 %  |
| 2008  | 7 915   | +220,7 % |
| 2009  | 3 616   | -54,3 %  |
| 2010  | 3 983   | +10,1 %  |
| 2011  | 3 167   | -20,5 %  |
| 2012  | 5 000   |          |
| Total | 133 672 |          |

Les ventes du LX sont assez faibles, mais ceci s'explique par son prix. Il se vend mieux que son cousin le Land Cruiser SW.